# Jan Domela
Jan Domela (* 22. August 1894 in Den Haag; † 1. August 1973 in Santa Monica, Kalifornien, eigentlich Johan Domela Nieuwenhuis, auch Jan Marinus Domela) war ein aus den Niederlanden stammender US-amerikanischer Künstler und Illustrator.

## Werdegang
Jan Domela begann sich in einem Schweizer Internat für Kunst zu interessieren. Er studierte anschließend an der Los Angeles School of Illustration and Painting und am Mark Hopkins Art Institute. Zurück in den Niederlanden, ging er 1925 an die Rijksakademie in Amsterdam, bevor er sein Studium an der Académie Julian in Paris beendete.
Nachdem Dolema 1928 nach Kalifornien zurückgekehrt war, wurde er chief matte painter bei Paramount Studios und war dort chief artist im special effects department bis 1968. Er schuf zahlreiche Landschaftskreationen für zahlreiche Paramount-Filme über einen Zeitraum von über 30 Jahren und erhielt dafür einige Academy Awards.
Eigene Landschaftsgemälde mit Motiven wie der Monterey Peninsula, den Palisades der Sierra Nevada, den Alpen und Monhegan Island zeigte Domela auf Ausstellungen, darunter im Los Angeles County Museum.

## Filmografie (Auswahl)
- 1938: Her Jungle Love
- 1938: Piraten in Alaska (Spawn of the North)
- 1939: Union Pacific
- 1940: Die Hölle der Südsee (Typhoon)
- 1941: I Wanted Wings
- 1941: Aloma, die Tochter der Südsee (Aloma of the South Seas)
- 1942: Piraten im karibischen Meer (Reap the Wild Wind)
- 1943: Wem die Stunde schlägt (For Whom the Bell Tolls)
- 1944: Here Come the Waves
- 1945: A Medal for Benny
- 1945: Eine Lady mit Vergangenheit (Kitty)
- 1945: Der Weg nach Utopia (Road to Utopia)
- 1946: In Ketten um Kap Horn (Two Years Before the Mast)
- 1946: Der Mann aus Virginia (The Virginian)
- 1946: Die seltsame Liebe der Martha Ivers (The Strange Love of Martha Ivers)
- 1947: Die Unbesiegten (Unconquered)
- 1948: Ritter Hank, der Schrecken der Tafelrunde
(alternativ: Ein Yankee aus Connecticut an König Arthurs Hof; A Connecticut Yankee in King Arthur’s Court)
- 1949: Der große Gatsby (The Great Gatsby)
- 1949: Samson und Delilah
- 1951: Der jüngste Tag (When Worlds Collide)
- 1953: Donner in Fern-Ost (Thunder in the East)
- 1953: Kampf der Welten (The War of the Worlds)
- 1955: Die Eroberung des Weltalls (Conquest of Space)
- 1956: Die zehn Gebote (The Ten Commandments)
- 1960: Die Dame und der Killer (Heller in Pink Tights)
- 1965: Die größte Geschichte aller Zeiten (The Greatest Storyx Ever Told)